# Comuna Penkivka, Litîn
Penkivka (în ucraineană Пеньківка) este o comună în raionul Litîn, regiunea Vinnița, Ucraina, formată din satele Bruslînivka, Penkivka (reședința), Pidlisne și Supruniv.

## Demografie
Componența lingvistică a satului Penkivka
     Ucraineană (99,12%)
     Alte limbi (0,75%)
Conform recensământului din 2001, majoritatea populației satului Penkivka era vorbitoare de ucraineană (99,12%), existând în minoritate și vorbitori de alte limbi.